# 反骨仔 (電影)
《反骨仔》（英語：Ungrateful Tink）是1999年上映的一部香港動作電影，由藍志偉執導、梁鴻華監製及編劇，黃秋生、陶大宇、莫家堯、雷宇揚等主演。

## 劇情
吳克安（黑毛）和小混混白毛從小是好友，長大后，安成為了警察，而白毛則成了小混混。
黑毛性格爛賭，亦和白毛合作，白毛把黑道的消息，提供給黑毛聼。白毛為了上位，殺了競爭對手阿B，深受黑幫老大力哥的提拔，但白毛卻不管，直接搞上了力哥的妻子，在黑道上混的風生水起。黑毛的同伴莫達，為了升職，利用了黑毛，這亦令黑毛和白毛的茅盾重重。在另一次，黑毛為了升職害死了莫達。
力哥得知了事情，便威脅黑毛與自己合作，否則便跟他的上司說黑毛殺了莫達，但黑毛跟上司說力哥威脅其，力哥的生意損失過大，高利貸公司老闆雷國濤得知后憤怒不已。另外，力哥得知了白毛勾引其的老婆，卻被白毛殺死了。雷國濤慢慢欣賞白毛，並慢慢看重了他，這時，雷國濤卻看上了白毛的女人...

## 演員
| 演員   | 角色   | 粵語配音 | 身份 / 關係 |
| 黃秋生 | 吳克安 | 黃秋生   | 黑毛 好賭員警 白毛之好友，後反目 雷國濤、力哥之天敵 後被白毛槍殺                                                                      |
| 陶大宇 | 白毛   | 陶大宇   | 本片終極大反派 真正的反骨仔 吳克安（黑毛）之好友，後反目 貞子之好友，後為其男友 雷國濤、力哥之手下，後和力哥反目 最後被雷國濤派人殺死 |
| 莫家堯 | 莫達   | 鄧榮銾   | 警察 吳克安的拍檔 後被為了上位的吳克安害死                                                                                            |
| 林美貞 | 貞子   |          | 吳克安、白毛之好友 後為白毛之女友，但被雷國濤看上                                                                                     |
| 雷宇揚 | 雷國濤 | 李家輝   | 本片幕後大反派 貴利王公司老闆 吳克安（黑毛）之天敵 白毛、力哥之老大 做事心狠手辣，不擇手段 看上貞子 最後派人殺死白毛                  |
| 張學潤 | 阿力   |          | 力哥 黑幫老大 吳克安（黑毛）之天敵 白毛之老大，後反目 雷國濤之手下 後得知白毛搞上自己妻子後被其殺害                                   |
| 梁鴻華 | 華哥   | 鄧榮銾   | 財務公司老闆 力哥之天敵 演員梁鴻華為本片監製兼編劇                                                                                    |

## 外部連結
- 香港影庫上《反骨仔》的資料（繁體中文）
- 互联网电影数据库（IMDb）上《反骨仔》的资料（英文）